# Giovanni Pico della Mirandola

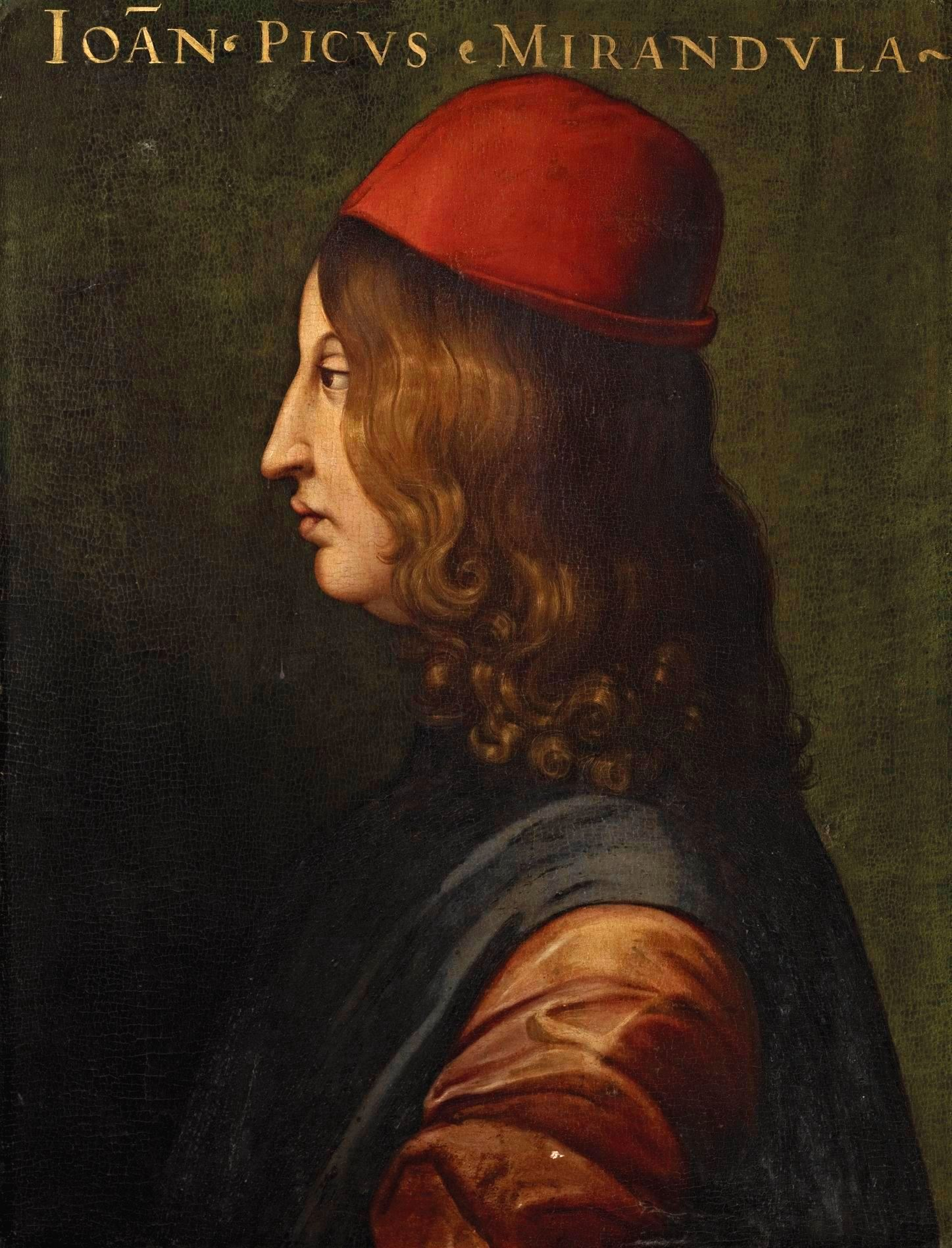
Giovanni Pico della Mirandola, door Cristofano dell'Altissimo. Uffizi Gallery, Florence

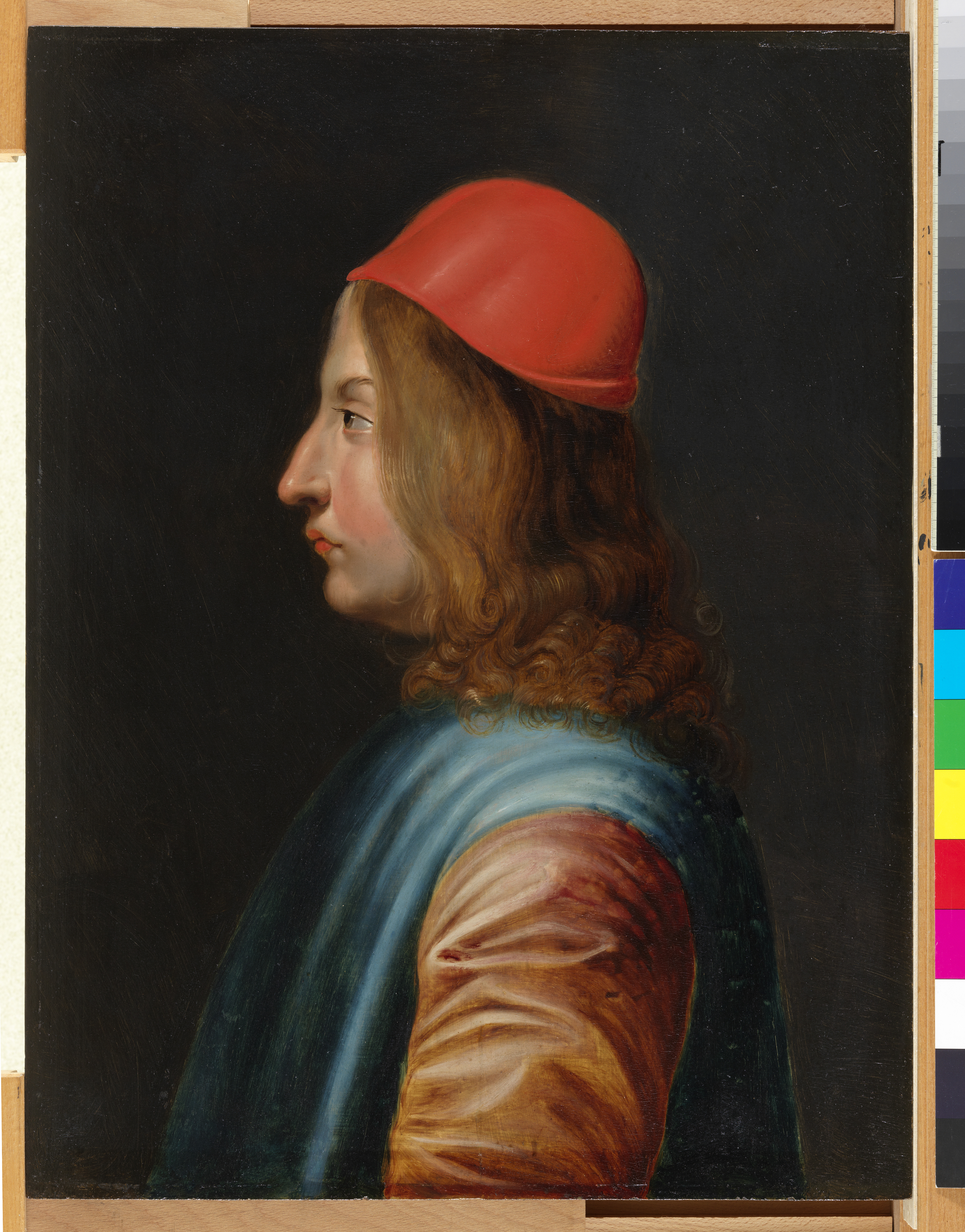
Portret van Pico della Mirandola, Peter Paul Rubens, schilderij, Museum Plantin-Moretus, Antwerpen

Giovanni Pico della Mirandola (Mirandola, 24 februari 1463 - Florence, 17 november 1494) was een Italiaans humanist. Hij was leerling en collega van onder anderen Marsilio Ficino en Angelo Poliziano.
Zijn belangrijkste werk was Oratio de hominis dignitate, "Oratie over de waardigheid van de mens".
Het meest bekend is Giovanni Pico della Mirandola geworden met zijn geschrift over de eenheid van de waarheid en van het menselijke weten, dat vanwege het prachtige eerste gedeelte gewoonlijk de enigszins misleidende titel Over de waardigheid van de mens draagt.
Pico interesseert zich al als jongen voor theologie en filosofie. Hij studeert een tijd wijsbegeerte aan de Universiteit te Ferrara. Later gaat Pico naar Padua om bij de Joodse geleerde Elia del Medigo zijn studie filosofie voort te zetten. In deze tijd wijdt Pico zich aan poëzie en maakt hij kennis met de humanistische kringen van Padua.
Hij leert onder anderen Marsilio Ficino, Girolamo Savonarola en Ermalao Barbaro kennen. Met deze laatste voert Pico een beroemd geworden briefwisseling over wat er in de literatuur voorrang heeft: de waarheid der dingen zonder elegante en retorische verwoording of eerder juist de esthetische verzorgde zegging. Barbaro kiest voor dit laatste, Pico voor het eerste. Pico is bovenal geïnteresseerd in de wijsgerige, wetenschappelijke inhoud.

## Nederlandse vertalingen
- Over de menselijke waardigheid, vert. Jacob Hemelrijk, Arnhem, Van Loghum Slaterus, 1968, 55 p.
- Rede over de menselijke waardigheid, vertaling en aantekeningen Michiel op de Coul, inleiding en nawoord Jan Papy, Historische Uitgeverij, 2008. ISBN 9789065544520